# دردسر در فروشگاه
دردسر در فروشگاه (انگلیسی: Trouble in Store) یک فیلم کمدی به کارگردانی جان پدی کارستیرز است که در سال ۱۹۵۳ منتشر شد. از بازیگران آن می‌توان به نورمن ویزدوم، مویرا لیستر، و مارگارت رادرفورد اشاره کرد.